# زین عربستان سعودی
زین عربستان سعودی (انگلیسی: Zain Saudi Arabia) یا شرکت مخابرات سیار عربستان سعودی شرکت مخابرات در عربستان سعودی است، که در سال ۲۰۰۸ تأسیس شد. دفتر مرکزی این شرکت در شهر ریاض قرار دارد و بخشی از سهام آن در بازار بورس تداول معامله می‌شود. شرکت زین هم‌اکنون سومین اپراتور بزرگ تلفن همراه در کشور عربستان سعودی می‌باشد.